# Delizia di Belfiore
La Delizia di Belfiore è stata una delle delizie estensi, residenze monumentali che gli Este fecero costruire a Ferrara e nei dintorni durante la loro signoria. Al momento della sua costruzione fu considerata una delle più importanti e rappresentative.

## Storia
Le motivazioni culturali legate alla costruzione di questa delizia rientrano nell'abitudine della corte estense di Ferrara, molto più di quella riscontrata tra i Medici di Firenze, di risiedere in villa. La Delizia di Belriguardo e la villa di Consandolo sono stati esempi importanti di questo approccio al territorio, e questa residenza di Belfiore, allora suburbana, ne è stata un'ulteriore conferma.
La Delizia, scomparsa da secoli, si trovava in corrispondenza dell'ultimo tratto di corso Ercole I d'Este, a nord ovest ed a breve distanza dalla chiesa, pure questa scomparsa, di Santa Maria degli Angeli.
Venne edificata verso la fine del XIV secolo da Bartolino da Novara per volere di Alberto V d'Este.

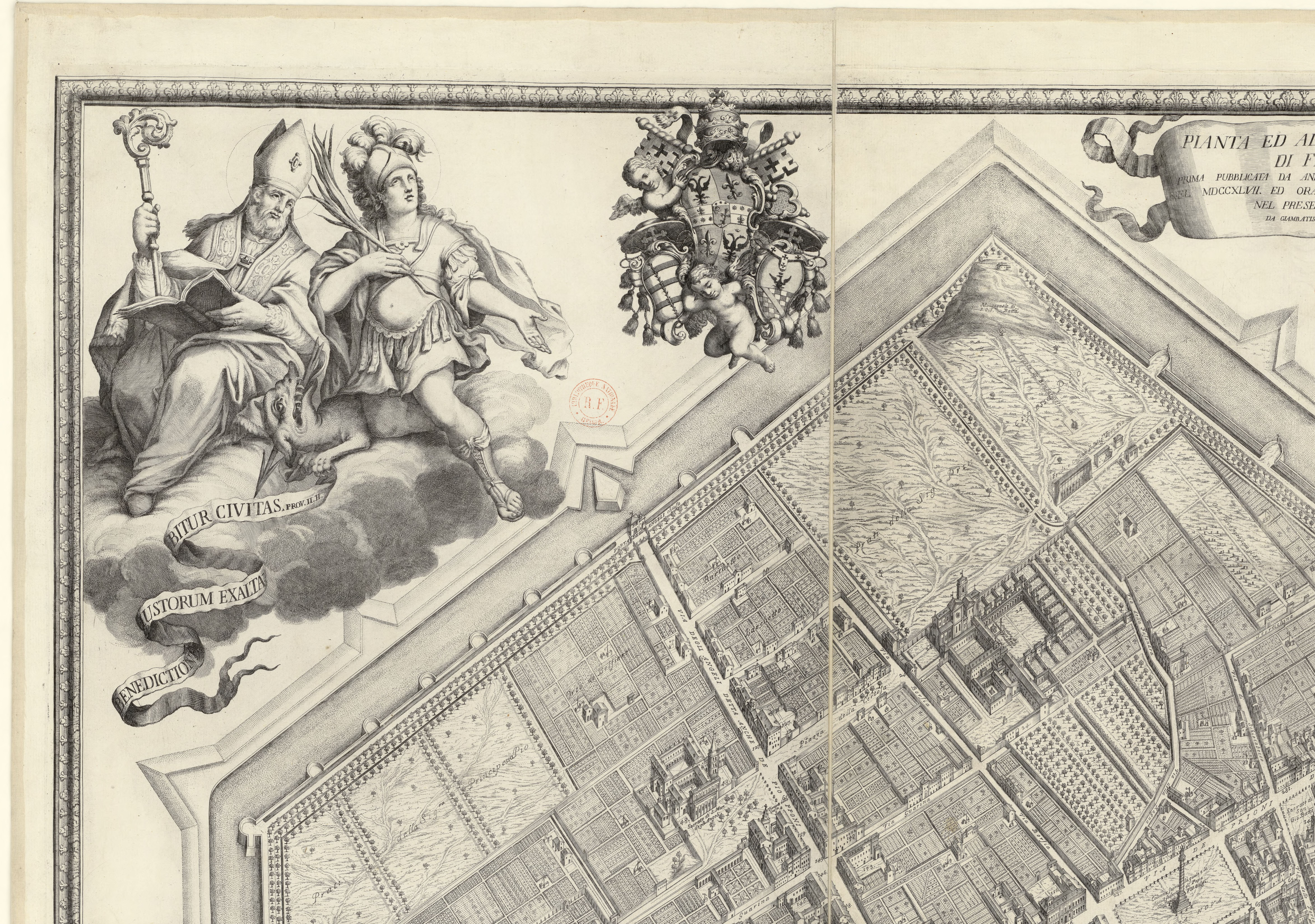
Pianta ed alzato della città di Ferrara di Andrea Bolzoni. Il sito occupato della Delizia, già scomparsa ai tempi dell'incisione, viene indicato come Orto di Belfiore.

Venne utilizzata a lungo da Leonello d'Este (che la impreziosì con il suo famoso studiolo di Belfiore) e poi dal successore, Borso d'Este.  Durante la guerra con la Serenissima, nel 1493, venne occupata e fortemente danneggiata. I veneziani in alcune occasioni durante il conflitto si spinsero molto vicini alle Mura di Ferrara, che in quel periodo si trovavano più a sud, in corrispondenza del Castello Estense, ed occuparono anche la chiesa di Santa Maria degli Angeli ed il complesso della Certosa, un convento dove Borso aveva fatto costruire anche una sua palazzina. Fu quasi completamente distrutta da un incendio nel 1632.

## Descrizione
Venne costruita fuori dalle mura, circondata da vegetazione e giardini. Più a nord, in seguito, sarebbe stato ampliato ed arricchito il parco del Barco, riserva di caccia e luogo di svago per i nobili della casata e per i loro ospiti. Nel loggiato dell'ingresso era presente un affresco che ritraeva il marchese Alberto col suo seguito impegnato in una battuta di caccia.  Molti artisti lavorarono a Belfiore, tra questi Cosmè Tura, Francesco del Cossa ed Ercole de' Roberti. Ercole I circondò la delizia con mura per rendervi più sicuro e riservato il soggiorno.